# 巴雷什
53°38′56″N 47°07′46″E / 53.6489°N 47.1294°E
巴雷什是俄羅斯烏里揚諾夫斯克州西南部的一個城市，位於首府乌里扬诺夫斯克西南136公里。2002年時人口為18,902人。
1954年建市。